# Karol Podraza
Karol Podraza (data ur. nieznana, zm. 26 grudnia 2015) – żołnierz Wojska Polskiego, porucznik AK w latach 1939–1943. Uczestniczył w wojnie obronnej Polski 1939, a później dowodził w trakcie walk III Zgrupowania Lisa z Podkarpacia w 1943 roku. Członek Światowego Związku Żołnierzy AK (był ostatnim przewodniczącym świebodzińskiego oddziału).